# Bolga (localité)
Pour les articles homonymes, voir Bolga.
Bolga est une localité du comté de Nordland, en Norvège sur l'île du même nom, Bolga.

## Géographie
Administrativement, Bolga fait partie de la kommune de Meløy.